# Per Sandström
Per Sandström (ur. 11 stycznia 1981 w Borås) – szwedzki piłkarz ręczny, reprezentant kraju. Występuje jako bramkarz. Obecnie występuje w niemieckiej Bundeslidze, w drużynie MT Melsungen.

## Sukcesy

### klubowe

#### Mistrzostwa Niemiec
- (2011)
- (2007, 2009, 2010)
- (2008)

#### Puchar EHF
- (2007)

#### Mistrzostwa Szwecji
- (2004, 2005)

#### Superpuchar Niemiec
- (2006, 2009, 2010)

#### Puchar Niemiec
- (2010)

#### Liga Mistrzów
- (2011)